# Sergio Lugo
Sergio Lugo Barrón (* 12. April 1957 in Mexiko-Stadt) ist ein ehemaliger mexikanischer Fußballspieler, der auf der rechten Abwehrseite bzw. im defensiven Mittelfeld zum Einsatz kam.

## Karriere
Lugo begann seine Profikarriere bei Atlético Español, einem damals in seiner Heimatstadt ansässigen Verein. 1981 wechselte er zum Club Deportivo Guadalajara, mit dem er 1987 die Meisterschaft gewann. Dort beendete er 1992 auch seine aktive Spielerkarriere, so dass er insgesamt elf Jahre lang für Chivas tätig war.
Sein Länderspieldebüt gab Lugo am 13. Januar 1987 gegen El Salvador (3:1), als er – ebenso wie in seinem zweiten Länderspiel gegen China (3:2) – nur in der ersten Halbzeit zum Einsatz kam. Die nächsten drei Länderspiele bestritt er in voller Länge, wurde danach aber nie wieder aufgeboten, so dass der grandiose 13:0-Erfolg der Mexikaner am 28. April 1987 gegen die Bahamas sein letzter Länderspieleinsatz war. Insgesamt absolvierte er somit 360 Länderspielminuten bzw. 6 Stunden im Dress der mexikanischen Nationalmannschaft.

## Erfolge
- Mexikanischer Meister: 1987

## Weblink mit Spielerfoto
- ¡Gracias a todos, campeones! – inoffizielle Fanpage (Memento vom 11. Juni 2008 im Internet Archive) (spanisch)

| Personendaten    | Personendaten                |
| ---------------- | ---------------------------- |
| NAME             | Lugo, Sergio                 |
| ALTERNATIVNAMEN  | Lugo Barrón, Sergio          |
| KURZBESCHREIBUNG | mexikanischer Fußballspieler |
| GEBURTSDATUM     | 12. April 1957               |
| GEBURTSORT       | Mexiko-Stadt                 |